# 只有形式的罗曼史
是一部2021年上映的韩国喜剧片，由演员趙恩智执导，柳承龍、吳娜拉、金熙元、李裕英、成愉頻、無真星主演。剧情讲述一名畅销书作家遇到因不平凡的罗曼史而交织在一起的人们，此后人生和工作都变得错综复杂的如真人秀般的私生活，2021年11月17日在韩国正式上映。

## 剧情介绍
主人公金贤（柳承龍饰）曾被称为天才小说家，但他现在连续7年陷入低谷而无法创作出新的作品。在大学课堂上教授预备作家的他，从不与弟子们对视，只是对着冗长的点名簿点名后便从开始布置作业的老一代。与其说是一个文化艺术人，不如说他只是过着朴素上班族生活的人，然而在某一天，他经历了彻底动摇自己的事件。
台风的源头是名叫有镇（無真星饰）的年轻弟子，他向金贤告白了自己的爱意，并把自己写的小说递给了贤。金贤虽然害怕学生对自己深厚的感情和出众的写作能力，但却也发现自己无法收回对他的关心。雪上加霜的是，金贤的前妻美爱（吳娜拉饰）和他的好友淳模（金熙元饰）正在秘密恋爱中，他和美爱的高中生儿子圣经（成愉頻饰）把上大学的事情抛在脑后，把关心都倾注在邻居贞媛（李裕英饰）身上。

## 演员阵容

### 主要人物
- 柳承龍 饰演 金贤
- 吳娜拉 饰演 美爱
- 金熙元 饰演 淳模
- 李裕英 饰演 贞媛
- 成愉頻 饰演 圣经
- 無真星 饰演 有镇

### 其他人物
- 吳正世 饰演 南镇
- 朴亨洙 饰演 胜民
- 崔熙真 饰演 文爱利[6]
- 金贵先（朝鲜语：김귀선） 饰演 金东柱老师
- 金范秀 饰演 尹锡政
- 金汉娜 饰演 火车乘客
- 郭敏奎（朝鲜语：곽민규） 饰演 圣经的班主任
- 郑英燮 饰演 新闻主播

### 特别出演
- 柳賢慶 饰演 金贤的现任妻子

## 制作
《只有形式的罗曼史》是趙恩智作为导演的长篇电影处女作，在制作阶段的片名为《嘴唇可不行（입술은 안돼요）》。她以2016年执导的短篇电影《三天两夜》为契机，一直构思着讲述“日常生活中希望解决的事情，演员生涯中一直渴望的东西”这样的故事。另外，制作公司Bleaf的白景淑代表向赵恩智提议了在韩国电影振兴委员会剧本市场当选的作品，因此促成了这部电影的制作。
主体拍摄于2019年6月4日开始进行，分别在韩国和立陶宛进行拍摄，于同年9月13日全部杀青。

## 发行
2021年11月17日在韩国正式上映，12月8日起开始提供家庭VOD点播服务。

## 奖项纪录
| 年份 | 颁奖礼               | 奖项                    | 入围者 | 结果 | 备注          |
| ---- | -------------------- | ----------------------- | ------ | ---- | ------------- |
| 2022 | 第21届纽约亚洲电影节 | 观众奖                  | 不適用 | 獲獎 | [ 15 ] [ 16 ] |
| 2022 | 第21届纽约亚洲电影节 | Best From the East奖    | 柳承龙 | 獲獎 | [ 15 ] [ 16 ] |
| 2022 | 第21届纽约亚洲电影节 | Uncaged竞争单元         | 不適用 | 提名 | [ 15 ] [ 16 ] |
| 2022 | 第31届釜日电影奖     | 最佳新人导演            | 赵恩智 | 提名 | [ 17 ]        |
| 2022 | 第31届釜日电影奖     | 最佳配乐                | 李东峻 | 提名 | [ 17 ]        |
| 2022 | 第27届春史国际电影节 | 最佳新人导演            | 赵恩智 | 提名 | [ 18 ] [ 19 ] |
| 2022 | 第27届春史国际电影节 | 最佳新人男演员          | 武镇圣 | 獲獎 | [ 18 ] [ 19 ] |
| 2022 | 第27届春史国际电影节 | 最佳女配角              | 吴娜拉 | 獲獎 | [ 18 ] [ 19 ] |
| 2022 | 第58届大钟奖电影节   | 最佳男配角              | 金熙元 | 提名 | [ 20 ] [ 21 ] |
| 2022 | 第58届大钟奖电影节   | 最佳新人导演            | 赵恩智 | 提名 | [ 20 ] [ 21 ] |
| 2022 | 第58届大钟奖电影节   | 最佳新人男演员          | 武镇圣 | 獲獎 | [ 20 ] [ 21 ] |
| 2022 | 第58届大钟奖电影节   | 最佳女配角              | 吴娜拉 | 提名 | [ 20 ] [ 21 ] |
| 2022 | 第58届大钟奖电影节   | People's Award          | 吴娜拉 | 獲獎 | [ 20 ] [ 21 ] |
| 2022 | 第58届百想艺术大奖   | 电影部门 最佳新人导演   | 赵恩智 | 獲獎 | [ 22 ]        |
| 2022 | 第58届百想艺术大奖   | 电影部门 最佳新人男演员 | 武镇圣 | 提名 | [ 23 ]        |
| 2022 | 第58届百想艺术大奖   | 电影部门 最佳男配角     | 成侑彬 | 提名 | [ 23 ]        |
| 2022 | 第58届百想艺术大奖   | 电影部门 最佳女配角     | 吴娜拉 | 提名 | [ 23 ]        |
| 2022 | 第43届青龙电影奖     | 最佳新人导演            | 赵恩智 | 提名 |               |
| 2022 | 第43届青龙电影奖     | 最佳新人男演员          | 武镇圣 | 提名 |               |
| 2022 | 第43届青龙电影奖     | 最佳女配角              | 吴娜拉 | 獲獎 |               |